# Hvozd (district de Rakovník)
Pour les articles homonymes, voir Hvozd.
Hvozd (en allemand : Tiefenhain) est une commune du district de Rakovník, dans la région de Bohême-Centrale, en République tchèque. Sa population s'élevait à 164 habitants en 2020.

## Géographie
Hvozd se trouve à 7 km au sud-ouest de Rakovník et à 53 km à l'ouest de Prague.
La commune est limitée par Příčina et Senec au nord, par Pavlíkov à l'est, par Panoší Újezd au sud, par Malinová au sud-ouest, et par Petrovice à l'ouest.

## Histoire
La première mention écrite de la localité date de 1352.

## Administration
La commune se compose de deux quartiers :
- Hvozd
- Žďáry